# خورخي أغوستيني
خورخي أغوستيني هو مبارز بالسيف كوبي، ولد في 5 فبراير 1910 في Mayarí ‏ في كوبا، وتوفي في 9 يونيو 1955 في هافانا في كوبا.

## وصلات خارجية
- خورخي أغوستيني على موقع اللجنة الأولمبية الدولية (الإنجليزية)
- خورخي أغوستيني على موقع أوليمبيديا (الإنجليزية)